# 11월 28일
11월 28일은 그레고리력으로 332번째(윤년일 경우 333번째) 날에 해당한다.

## 사건
- 1095년 - 클레르몽 공의회 직후, 교황 우르바노 2세가 1차 십자군의 총사령관으로 아데마르 주교를 지명하다.
- 1943년 - 제2차 세계대전 : 루스벨트, 처칠, 스탈린이 이란의 테헤란에서 회담을 갖다. (테헤란 회담)
- 1944년 - 알바니아 파르티잔이 알바니아를 독일 식민지로부터 해방시키다.
- 1958년 - 차드, 가봉, 콩고공화국이 프랑스령 아프리카 내에서 연합 공화국을 창설하다.
- 1960년 - 모리타니가 프랑스로부터 독립하다.
- 1965년 - 필리핀 대통령 페르디난드 마르코스가 베트남전에 미군을 도와 파병할 것을 선언하다.
- 1972년 - 프랑스에서 마지막으로 사형이 집행되다.
- 1975년 - 동티모르가 포르투갈로부터 독립을 선언하다.
- 1979년 - 에어뉴질랜드 901편 추락 사고 발생.
- 1989년 - 벨벳 혁명: 체코슬로바키아 공산당이 일당 독재를 포기하다.
- 1991년 - 남오세티야가 조지아로부터 독립을 선언하다.
- 1994년 - 노르웨이가 유럽연합 가입을 거부하다.
- 1997년 - 새로 결성된 코소보 자유군(KLA)이 처음으로 세르비아군과 교전하다.

## 문화
- 1520년 - 스페인 탐험가 페르디난드 마젤란이 마젤란 해협을 통과하여 태평양에 진입하다.
- 1964년 - 매리너 4호, 화성으로 발사되다.
- 2005년 - 부산 도시철도 3호선 수영역 ~ 대저역 구간이 개통되었다.
- 2024년 - 코엑스 마곡 르웨스트가 개관되었다.

## 탄생
- 1118년 - 비잔티움 제국의 황제 마누일 1세 콤니노스. (~1180년)
- 1489년 - 스코틀랜드의 제임스 2세의 왕비 마가렛 튜더.
- 1592년 - 청나라의 제2대 황제 숭덕제. (~1643년)
- 1757년 - 영국의 화가, 시인 윌리엄 블레이크. (~1827년)
- 1811년 - 바이에른의 제3대 국왕 막시밀리안 2세. (~1864년)
- 1820년 - 독일의 경제학자 프리드리히 엥겔스. (~1895년)
- 1829년 - 러시아의 작곡가 겸 피아니스트 안톤 루빈시테인. (~1894년)
- 1887년 - 독일의 정치인 에른스트 룀. (~1934년)
- 1908년 - 프랑스의 인류학자 클로드 레비스트로스. (~2009년)
- 1923년 - 미국의 배우, 가수 글로리아 그레이엄. (~1981년)
- 1924년 - 이탈리아의 배우 마르첼로 마스트로이안니. (~1996년)
- 1925년
  - 헝가리의 축구 선수, 축구 감독 보지크 요제프. (~1978년)
  - 미국의 재즈 색소폰 연주자, 플루트 연주자, 클라리넷 연주자, 작곡가, 예술가 지지 그라이스. (~1983년)
- 1928년 - 대한민국의 군인, 변호사 이종연. (~2024년)
- 1929년 - 대한민국의 오르가니스트 겸 작곡가 최영섭.
- 1930년 - 대한민국의 군인 강승우. (~1952년)
- 1931년 - 프랑스의 작가, 일러스트레이터 토미 웅거러. (~2019년)
- 1933년 - 프랑스의 군인 미셸 로크주프레. (~2024년)
- 1935년 - 일본의 황족 히타치노미야 마사히토 친왕.
- 1936년
  - 프랑스의 작가, 비평가 필리프 솔레르스. (~2023년)
  - 일본의 배우, 가수 사토미 코타로.
- 1937년 - 대한민국의 정치인 이상하. (~2005년)
- 1938년
  - 대한민국의 사회운동가 오종렬. (~2019년)
  - 대한민국의 정치인 김기수.
- 1940년 - 대한민국의 아동문학가, 작가 손춘익. (~2000년)
- 1942년 - 대한민국의 정치인 최봉홍. (~2023년)
- 1943년 - 대한민국의 언론인 김강정. (~2021년)
- 1946년 - 일본의 연쇄살해범 가케히 지사코. (~2024년)
- 1948년 - 폴란드의 영화감독 아그니에슈카 홀란트.
- 1949년 - 일본의 작가 미즈키 교코.
- 1950년 - 미국의 배우 에드 해리스.
- 1953년
  - 일본의 가수 오오누키 타에코.
  - 영국의 정치인 앨리스터 달링. (~2023년)
- 1954년 - 대한민국의 물리학자, 대학교수 장진.
- 1958년 - 미국의 미식축구 선수 토드 벨. (~2005년)
- 1959년
  - 대한민국의 배우 정선일.
  - 일본의 가수 마츠바라 미키. (~2004년)
- 1961년 - 멕시코의 영화 감독 알폰소 쿠아론.
- 1962년
  - 홍콩의 영화 감독 천커신.
  - 미국의 배우, 연극 배우, 텔레비전 배우, 성우 리프 휴튼.
  - 미국의 록 밴드 펄 잼과 사운드가든의 현재 드럼 연주자 맷 캐머런.
- 1963년 - 대한민국의 가수 박진.
- 1964년
  - 대한민국의 정치인 박병규.
  - 대한민국의 성우 장호비.
  - 일본의 전 축구 선수 호리 나오토.
- 1965년 - 대한민국의 정치인 장덕천.
- 1966년 - 대한민국의 법무사 김명호.
- 1967년
  - 루마니아의 정치인 마르첼 치올라쿠.
  - 미국의 모델 겸 배우 애나 니콜 스미스. (~2007년)
- 1969년 - 대한민국의 배우 유준상.
- 1970년
  - 프랑스의 정치인 에두아르 필리프.
  - 대한민국의 가수 곽창선.
- 1972년
  - 대한민국의 소설가 정이현.
  - 일본의 전 축구 선수 나나미 히로시.
  - 덴마크의 가수 로니 데반티르.
- 1973년 - 일본의 작가 나스 키노코.
- 1974년 - 대한민국의 기수 김동철.
- 1976년 - 오스트레일리아의 배우 라이언 콴튼.
- 1977년 - 이탈리아의 축구 선수 파비오 그로소.
- 1978년 - 대한민국의 앵커, 기자 송영석.
- 1979년 - 미국의 모델, 배우 다니엘 헤니.
- 1980년 - 대한민국의 배우 김대종.
- 1981년 - 대한민국의 성우 이미나.
- 1982년 - 대한민국의 가수 안재현.
- 1983년
  - 대한민국의 가수 하현곤 (클릭비).
  - 대한민국의 배우 고도영.
  - 영국의 배우 이먼 엘리엇.
  - 미국의 프로레슬링 선수 써머 레이.
- 1984년
  - 미국의 배우 메리 엘리자베스 윈스테드.
  - 대한민국의 아나운서 이현동.
- 1985년 - 카메룬의 축구 선수 란드리 눈게모. (~2024년)
- 1986년
  - 대한민국의 가수 김은정 (쥬얼리).
  - 대한민국의 모델 주우재.
  - 미국의 배우 조니 시먼스.
- 1987년 - 스코틀랜드의 배우, 모델 캐런 길런.
- 1988년
  - 대한민국의 골프 선수 이정은.
  - 영국의 배우 조 콜.
- 1989년 - 대한민국의 야구 선수 문승원.
- 1990년 - 대한민국의 골프 선수 김수현.
- 1991년
  - 대한민국의 성우 김윤채.
  - 베트남의 축구 선수 후인느.
- 1992년
  - 대한민국의 아나운서 주시은.
  - 대한민국의 배우 박지수.
- 1993년 - 도미니카 공화국의 야구 선수 예프리 라미레즈.
- 1994년 - 일본의 성우, 가수 카지와라 가쿠토
- 1995년 - 대한민국의 근대5종 선수 김세희.
- 1996년 - 대한민국의 배우, 유튜버 준교.
- 1997년
  - 대한민국의 가수 수비.
  - 일본의 성우 겸 가수 미네다 마유.
- 1998년
  - 대한민국의 리그 오브 레전드 프로게이머 메딕.
  - 미국의 싱어송라이터 업살.
  - 이탈리아의 유도 선수 알리체 벨란디.
- 1999년 - 대한민국의 리그 오브 레전드 프로게이머 5kid.
- 2000년
  - 중국의 가수 겸 배우 이양첸시.
  - 대한민국의 래퍼 이사벨라.
- 2001년
  - 일본의 펜싱 선수 우에노 유카.
  - 미국의 배우 매디슨 데라가르사.
- 2002년
  - 대한민국의 축구 선수 이주영.
  - 대한민국의 가수 채랑.
  - 대한민국의 리그 오브 레전드 프로게이머 제카.
- 2006년
  - 대한민국의 가수 윤민수의 아들 윤후.
  - 대한민국의 가수 규빈.

### 미상
- 대한민국의 베이시스트, 작곡가 송남현.

## 사망
- 741년 - 제90대의 교황 교황 그레고리오 3세. (?~)
- 1651년 - 조선의 의사, 관료 이희헌. (1569년~)
- 1694년 - 일본의 시인 마쓰오 바쇼. (1644년~)
- 1794년 - 미국 독립 전쟁에 참전한 프로이센의 군인 프리디리히 빌헬름 폰 슈토이벤. (1730년~)
- 1859년 - 미국의 소설가 워싱턴 어빙. (1783년~)
- 1939년 - 농구의 고안자 제임스 네이스미스. (1861년~)
- 1954년 - 이탈리아의 노벨 물리학상 수상자 엔리코 페르미. (1901년~)
- 1962년 - 네덜란드의 여왕 빌헬미나. (1880년~)
- 1978년 - 아르헨티나의 축구 선수 안토니오 베스푸시오 리베르티. (1902년~)
- 1987년 - 일본의 프로레슬러 소노다 카즈하루. (1956년~)
- 1994년 - 미국의 히피 운동가, 기업인 제리 루빈. (1938년~)
- 2003년 - 대한민국의 극작자 이근삼. (1929년~)
- 2016년
  - 조선민주주의인민공화국의 정치인 김명국. (1940년~)
  - 브라질의 축구 선수 클레베르 산타나. (1981년~)
- 2019년 - 네덜란드의 축구 선수, 축구 감독 핌 베어벡. (1956년~)
- 2020년 - 잉글랜드의 영화배우 데이비드 프로스. (1935년~)
- 2021년
  - 일본의 배우 나카무라 키치에몬. (1944년~)
  - 캄보디아의 정치인 노로돔 라나리드. (1944년~)
- 2022년
  - 미국의 영화배우 클래런스 길리어드. (1955년~)
  - 대한민국의 극작가 오태석. (1940년~)
- 2023년
  - 대한민국의 배우 박경득. (1937년~)
  - 미국의 기업인 찰리 멍거. (1924년~)
- 2024년 - 멕시코의 영화배우 실비아 피날. (1931년~)

## 기념일
- 해군의 날(Navy Day): 이란

## 같이 보기
- 전날: 11월 27일 다음날: 11월 29일 - 전달: 10월 28일 다음달: 12월 28일
- 음력: 11월 28일
- 모두 보기